# Corimelaena polita
Corimelaena polita är en insektsart som beskrevs av Malloch 1919. Corimelaena polita ingår i släktet Corimelaena och familjen glansskinnbaggar. Inga underarter finns listade i Catalogue of Life.